# M'Chigeeng
M'Chigeeng (West Bay) /M'Chigeeng  = "village enclosed by stepped cliffs",/ jedna od skupina Chippewa Indijanaca naseljena na rezervatu M'Chigeeng 22 na otoku Manitoulin u Ontariju, Kanada. Populacija im iznosi 2,251 (2007), od čega 882 na rezervatu. Na otok na rezervatu smješteni su sredinom 19. stoljeća, na kojem otac Fremiot u West Bayu posvetio crkvu Bezgrešnog začeće Blažene Djevice Marije. 

## Vanjske poveznice
- M'Chigeeng First Nation  Arhivirana inačica izvorne stranice od 10. prosinca 2008. (Wayback Machine)
- M'Chigeeng